# Kanta Usui
Kanta Usui (臼井 貫太 Usui Kanta?), född 9 oktober 1999 i Hyōgo prefektur, är en japansk fotbollsspelare.
Usui började sin karriär 2017 i Gamba Osaka.